# Большое (озеро, Островский район Псковской области)
Большое или Подозерское — озеро в Волковской волости Островского района Псковской области, в 27 км к северо-востоку югу от города Остров у границы с Порховским районом, в 0,5 км от трассы Остров — Порхов.
Близлежащими населёнными пунктами являются деревни Ажово (в 1,5 км к востоку) и Климово (в 2,5 км к северо-востоку), относящиеся к Верхнемостской волости Порховского района.
Площадь — 1,1 км² (111 га). Максимальная глубина — 4,0 м, средняя глубина — 2,5 м.
Слабосточное. Находится в болотистой местности (Молковское (Малковское-Подсадское) болото). Относится к бассейну реки Великая. У южной окраины озера (в Молковском болоте) начинает свой исток её правый приток река Щепец.
Тип озера плотвично-окуневый. Массовые виды рыб: щука, плотва, окунь, ерш, карась, линь, вьюн.
Для озера характерны: низкие заболоченные берега; илисто-торфяное дно, карчи, сплавины; редкие заморы. Подъездов нет.